# Jens Weinreich

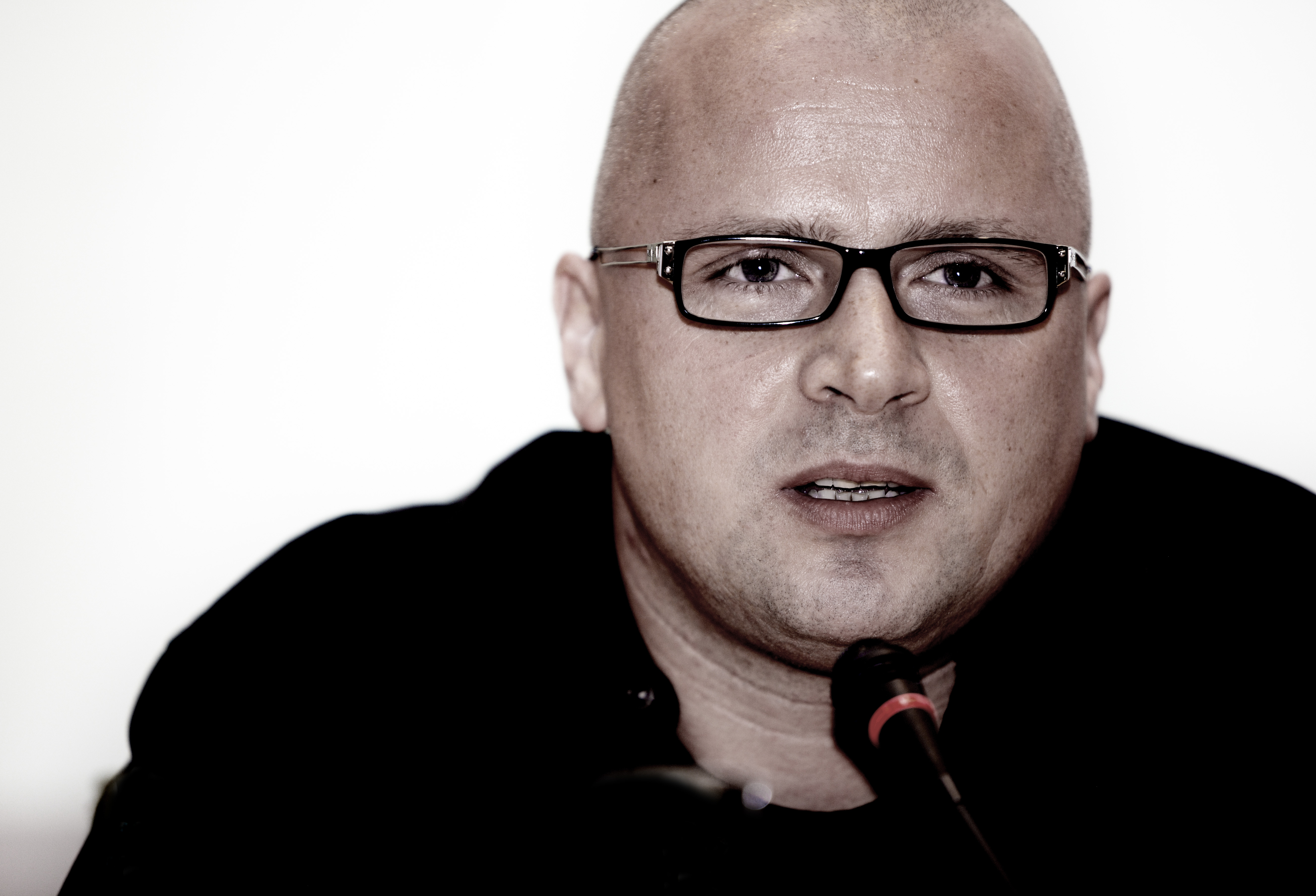
Jens Weinreich 2011

Jens Weinreich (* 1965 in Haldensleben) ist ein deutscher Sportjournalist. Weinreich beschäftigt sich insbesondere mit politisch relevanten Bezügen des Sports, in neuerer Zeit vor allem mit den Themen Doping und Korruption sowie mit den sportpolitischen Vorgängen im Nationalen und im Internationalen Olympischen Komitee.

## Leben
Weinreich legte sein Abitur in Magdeburg ab. Nach dem Militärdienst bei der NVA der DDR absolvierte er 1986 ein Volontariat bei der FDJ-Tageszeitung Junge Welt und studierte bis 1991 an der Sektion Journalistik der Karl-Marx-Universität Leipzig.
1992 begann seine journalistische Arbeit für die Berliner Zeitung, deren Sportressort er von 2002 bis 2008 leitete. Danach war er mehrere Jahre für den Deutschlandfunk tätig. Jens Weinreich geriet infolge seiner kritischen Beiträge wiederholt mit Sportfunktionären, Sportlern und Sportredaktionen in Konflikt. Unter anderem gab es 2008 juristische Auseinandersetzungen mit dem DFB-Präsidenten Theo Zwanziger und 2009 mit der Eisschnellläuferin Claudia Pechstein. Im April 2012 beendete das Deutschlandradio die Zusammenarbeit mit Weinreich wegen angeblicher Verunglimpfung von Kollegen.
Weinreich schreibt als freier Journalist unter anderem für den Spiegel oder Krautreporter. Seit 2018 gibt er außerdem ein eigenes Sportmagazin unter dem Titel Sport & Politics heraus, das er selbst direkt vertreibt.

## Auszeichnungen
- Sein Blog erhielt 2009 den Grimme Online Award und den Journalistenpreis Goldener Prometheus.
- 2016 wurde Weinreich als Mitglied eines SPIEGEL-Teams zusammen mit Jörg Schmitt, Rafael Buschmann, Gunther Latsch, Udo Ludwig und Jürgen Dahlkamp in der Kategorie „Beste investigative Leistung“ mit dem Nannen Preis ausgezeichnet. Geehrt wurde die Arbeit für den Artikel Sommer, Sonne, Schwarzgeld, der im Oktober 2015 erschien. Er thematisierte die mutmaßlich gekaufte Vergabe der Fußball-WM 2006, die u. a. zum Rücktritt von DFB-Präsident Wolfgang Niersbach führte.

## Schriften
- Olympia-Informator '92: Albertville, Barcelona, zusammen mit Volker Kluge, Sportverlag. Berlin. 1991. ISBN 3-328-00489-0
- Muskelspiele. Ein Abgesang auf Olympia, zusammen mit Thomas Kistner, Rowohlt Berlin. Berlin. 1998. ISBN 3-87134-247-5
- Das Milliardenspiel. Fußball, Geld und Medien, zusammen mit Thomas Kistner, Fischer Taschenbuch Verlag. Frankfurt am Main. 1998. ISBN 3-596-13810-8
- Der olympische Sumpf. Die Machenschaften des IOC, zusammen mit Thomas Kistner, Piper Verlag. München, Zürich. 2000. ISBN 3-492-04249-X – französische Ausgabe: Les seigneurs des anneaux. Golias. Villeurbanne. 2001. ISBN 2-914475-20-9
- Operation 2012. Leipzigs deutscher Olympiatrip, zusammen mit Grit Hartmann und Cornelia Tomerius, Forum Verlag Leipzig. Leipzig. 2004. ISBN 3-931801-32-2
- Korruption im Sport. Mafiose Dribblings, organisiertes Schweigen, als Herausgeber, Forum Verlag Leipzig. Leipzig. 2006. ISBN 978-3-931801-21-2
- Macht, Moneten, Marionetten. Sport and Politics Edition. 2014. (Eigenverlag Jens Weinreich)